# Maria Woźniczka
Maria Woźniczka (11 de abril de 1997) es una jugadora profesional de voleibol polaca, juego de posición armador. 
Su hermana gemela Magdalena también es jugadora de voleibol.

## Palmarés

### Clubes
Campeonatos Juveniles de Polonia:
- 2015